# Horní Radechová
Horní Radechová település Csehországban, Náchodi járásban. Horní Radechová Zábrodí, Velké Poříčí, Dolní Radechová, Červený Kostelec, Náchod és Hronov településekkel határos. Lakosainak száma 524 fő (2024. január 1.).

## Népesség
A település lakosságának változását az alábbi diagram mutatja:
| Lakosok száma | 1512 | 1245 | 1239 | 638  | 494  | 495  | 507  | 504  | 499  | 524  |
|               | 1869 | 1900 | 1921 | 1961 | 1980 | 2011 | 2016 | 2019 | 2021 | 2024 |